# 8737 Takehiro
8737 Takehiro è un asteroide della fascia principale. Scoperto nel 1997, presenta un'orbita caratterizzata da un semiasse maggiore pari a 3,1201007 UA e da un'eccentricità di 0,1090494, inclinata di 11,54459° rispetto all'eclittica.
L'asteroide è dedicato al giapponese Takehiro Hayashi, professore all'Università di Hiroshima.